# Реджепи, Эмилия
Эмилия Реджепи (алб. Emilija Redžepi, род. 15 июля 1973, Призрен, САК Косово) — косовский политический и государственный деятель. Председатель Новой демократической партии, представляющей интересы боснийского национального меньшинства. Действующий третий заместитель премьер-министра Косово, отвечающий за положение меньшинств и права человека, с 22 марта 2021 года. В прошлом — министр администрации и местного самоуправления (2020), депутат парламента Косова (2014—2020).

## Биография
Родилась 15 июля 1973 года в Призрене в Социалистической Федеративной Республике Югославия.
Получила высшее педагогическое образование и степень магистра по политологии.
Была членом совета муниципалитета Призрена, заместителем спикера ассамблеи Призрена, заместителем министра экономического развития и энергетики.
Боснийскую общину в Косове представляет Вакат — коалиция трёх политических партий. Перед парламентскими выборами 2010 года, Эмилия Реджепи в 2009 году основала Новую демократическую партию. Стала первой женщиной, возглавившей политическую партию в Косове. По итогам выборов 2010 года партия получила одно место в парламенте и сохраняла этот результат на последующих выборах.
По итогам парламентских выборов 2014 года впервые избрана депутатом парламента Косова. На выборах 2017 года переизбрана.
Согласно конституции Косово одно министерство должен возглавить представитель одного из национальных меньшинств. Как представительница боснийского национального меньшинства Эмилия Реджепи вошла в первый кабинет Курти, сформированный по итогам парламентских выборов 2019 года. Эмилия Реджепи получила пост министра администрации и местного самоуправления. 3 февраля 2020 года парламент Косова утвердил правительство Курти. 25 марта парламент выразил вотум недоверия правительству Курти за отказ ввести чрезвычайное положение в связи с пандемией COVID-19.
Как представительница боснийского национального меньшинства Эмилия Реджепи вошла во второй кабинет Курти, сформированный по итогам парламентских выборов 2021 года. Эмилия Реджепи получила пост третьего заместителя премьер-министра, отвечающего за положение меньшинств и права человека.
Владеет боснийским (сербохорватским), албанским, турецким и английским языками.

## Личная жизнь
Замужем.